# Summer Britcher
Summer Britcher (Baltimore, 21 de marzo de 1994) es una deportista estadounidense que compite en luge en la modalidad individual.
Ganó dos medallas en el Campeonato Mundial de Luge, en los años 2020 y 2024, ambas en la prueba por equipo. Participó en tres Juegos Olímpicos de Invierno, entre los años 2014 y 2022, ocupando el cuarto lugar en Pyeongchang 2018, en la prueba por equipo.

## Palmarés internacional
| Campeonato Mundial | Campeonato Mundial   | Campeonato Mundial | Campeonato Mundial |
| Año                | Lugar                | Medalla            | Prueba             |
| ------------------ | -------------------- | ------------------ | ------------------ |
| 2020               | Sochi (Rusia)        | Medalla de bronce  | Equipo             |
| 2024               | Altenberg (Alemania) | Medalla de plata   | Equipo             |